# Gladde iep
Gladde iep of veldiep (Ulmus minor, synoniem: Ulmus carpinifolia) is een boom uit de iepenfamilie (Ulmaceae). Ulmus minor 'Suberosa' is de kurkiep met opvallende kurklijsten op de takken.

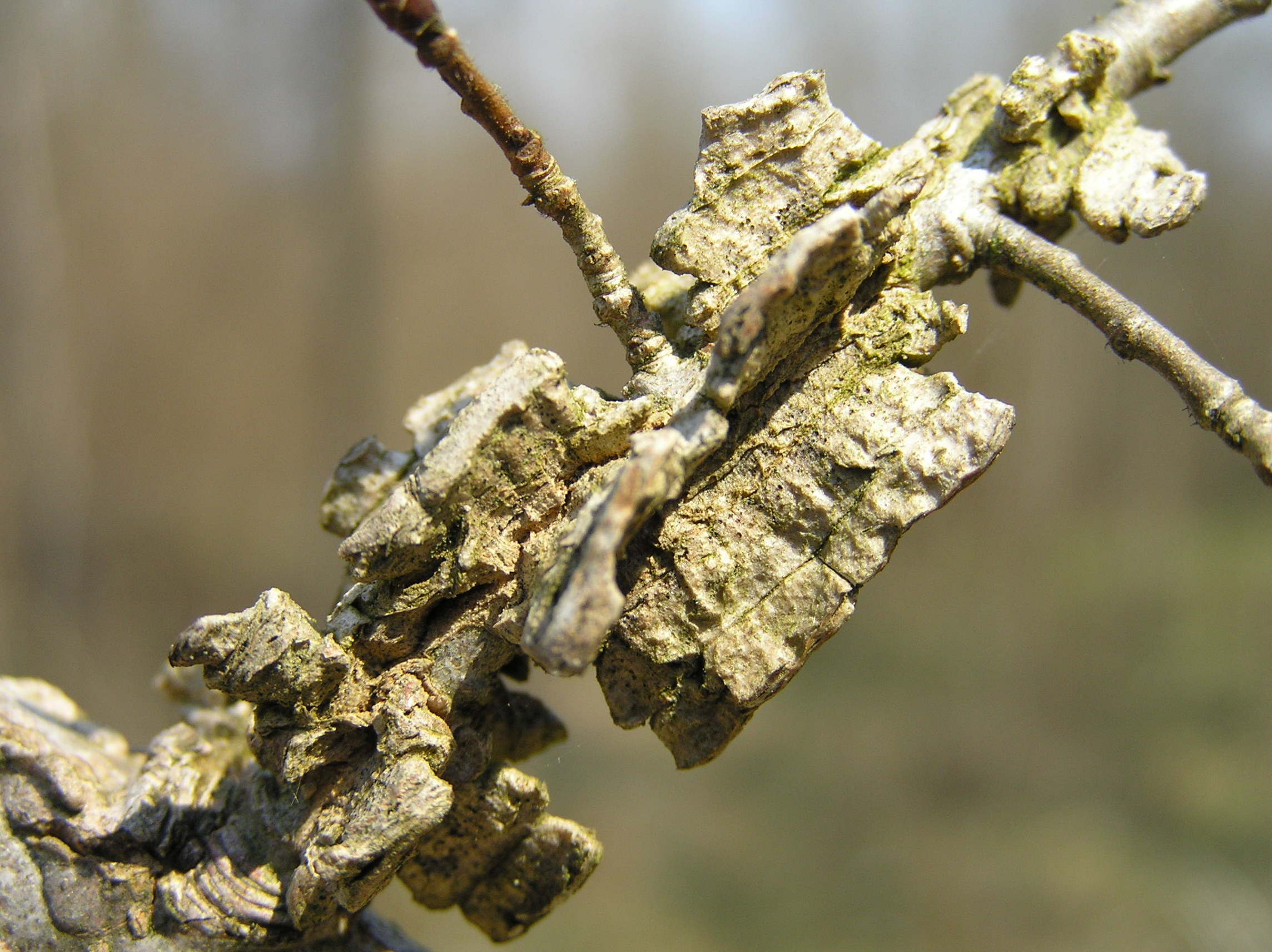
Tak van de kurkiep

## Botanische beschrijving

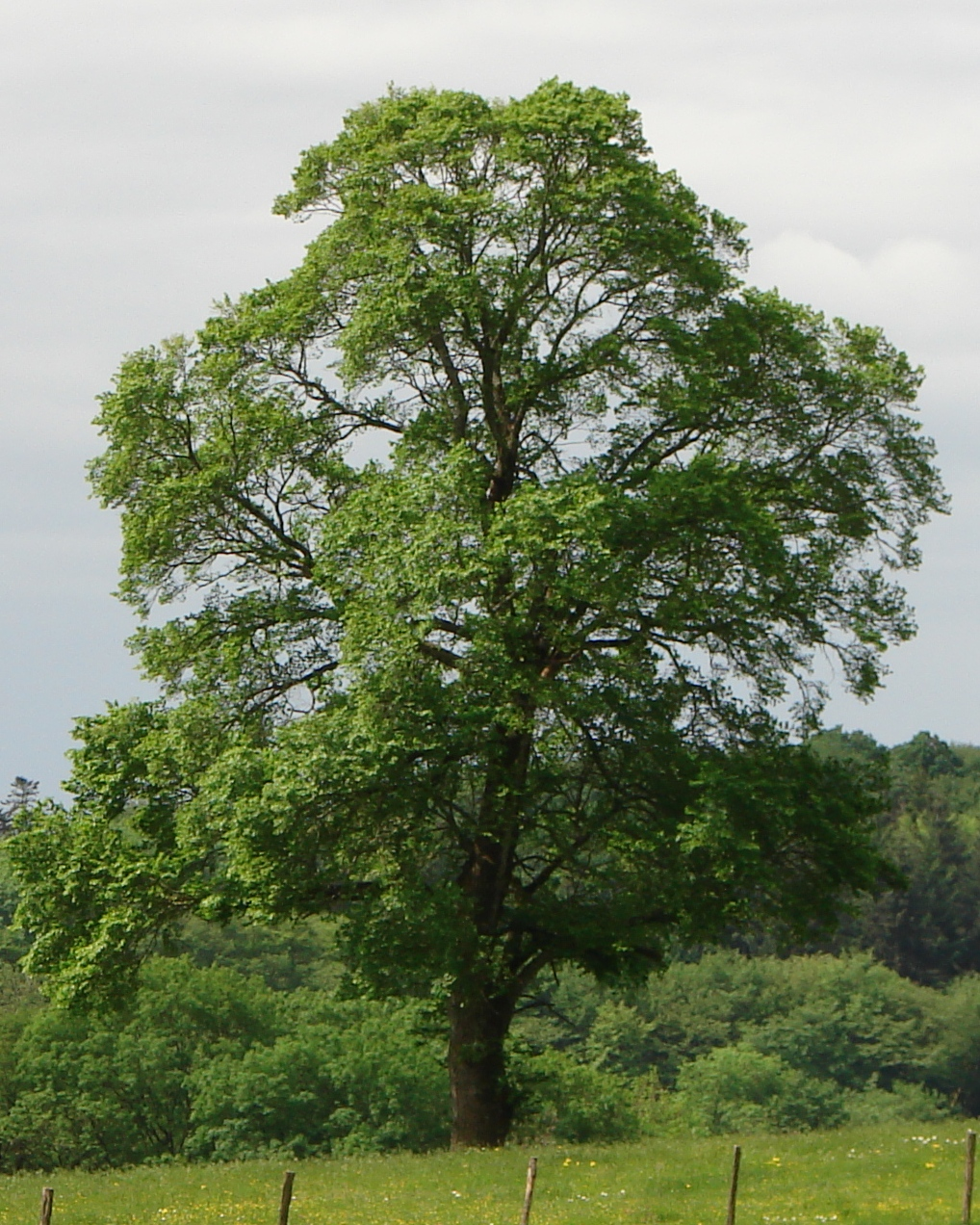
Een solitaire gladde iep in Frankrijk.

Gladde iep groeit in de regel uit tot een boom en kan een hoogte van 30 m bereiken. Ze heeft een rechte stam en een dichte kroon met bochtige en zware takken en geeft veel wortelopslag.
De schors is grijsbruin en heeft lange, diepe verticale groeven en dikke richels. De takken zijn voorzien van verticale barsten.
Gladde iep heeft bleekbruine, slanke, onbehaarde twijgen en eivormige knoppen. De knoppen zijn donkerrood en behaard.
De bladeren zijn elliptisch tot eirond en worden 6 tot 8 cm lang. Ze hebben een scheve bladvoet, een toegespitste top en zijn dubbelgezaagd. Aan de onderkant komen heel vaak kleine gallen voor. De bladsteel is zachtbehaard en ongeveer 0,5 cm lang. De bovenzijde van het blad is glanzend groen. De oksels van de nerven zijn behaard.
Gladde iep heeft kleine, rode bloemen met witte stempels en rode helmhokjes. De bloeiwijze is een hoofdje. Deze verschijnen voordat de bladeren uitlopen. De vruchten zijn gevleugelde nootjes, die omringd zijn door een doorschijnende, elliptische vleugel. Het zaad zit dicht bij de inkeping. Aan de top is de vleugel ingesneden tot aan het nootje.

## Syntaxonomie
In de syntaxonomie staat gladde iep te boek als kensoort voor het onderverbond Ulmenion carpinifoliae uit het verbond van els en gewone vogelkers (Alno-padion).

## Verspreiding
Het natuurlijke verspreidingsgebied van gladde iep strekt zich uit over Europa tot en met Zuidwest-Azië.